# Землетрясение на Минданао (2023)
Землетрясение на Минаданао — землетрясение силой 6,7 Mw, произошедшее 17 ноября 2023 года в провинции Западный Давао на острове Минданао на Филиппинах. Максимальная воспринимаемая интенсивность составила VIII (тяжёлая) по модифицированной шкале интенсивности Меркалли. По меньшей мере девять человек погибли, ещё 776 получили ранения.

## Тектоническая обстановка
Минданао расположен на сложной сходящейся границе между Зондсой и Филиппинской плитами. Часть наклонного сближения между этими плитами поглощается субдукцией вдоль желоба Котабато. Сдвиговая составляющая конвергенции частично представлена Филиппинской системой разломов и частично системой разломов Котабато, сетью сдвиговых разломов преимущественно северо-западно-юго-восточного простирания (левосторонних), которые образуют границу между дугой Котабато и вулканическим поясом Центрального Минданао.

## Землетрясение
Механизм очага и глубина соответствовали землетрясению на средней глубине. По шкале интенсивности землетрясений PHIVOLCS (PEIS) интенсивность этого землетрясения составила VII (разрушительная) и была зафиксирована инструментально в Глане. Уровень интенсивности VI был зарегистрирован в Генерал-Сантосе, а также в Поломолоке и Коронадале. За этим последовало как минимум 82 афтершока, четыре из которых ощущались. Тремор также ощущался в соседней Индонезии, интенсивность которого составила V по модифицированной шкале Меркалли в Нахе, IV в Ондонге и III в Болаанг Монгондоу, Манадо, Битунге, Томохоне и Северной Минахасе.

## Воздействие
По меньшей мере девять человек были убиты. Ещё 776 человек были госпитализированы; 450 человек из-за паники и ещё 326 человек из-за лёгких травм. Из погибших трое были из Генерал-Сантоса, четверо - из Глана, и по одному из Хосе Абад Сантоса, Западного Давао, и Малапатана. Среди погибших была пара, погибшая в результате обрушения стены, женщина, погибшая в результате падения обломков в торговом центре, и старик, погибший в результате камнепада. Тела матери и ребёнка, которые первоначально считались пропавшими без вести после оползня, были обнаружены на следующий день после землетрясения. Только в Глане не менее 85 человек получили ранения. Многие студенты получили ранения при бегстве в панике. В Южном Котабато, Восточном Давао, Генерал-Сантосе и Западном Давао рухнуло более 22 дома, было повреждено 71 здание, а также 17 дорог и мостов. Отключения электроэнергии произошли в 21 районе, которые были потом восстановлены. Оползень заблокировал дорогу между Гланом и Малапатаном, а море у берегов Алабеля отступило. Одно здание обрушилось в Тампакане, два торговых центра были повреждены в Коронадале, в Хосе-Абад-Сантосе были повреждены девять домов, а также несколько школ. Пострадали шестнадцать школ, а также несколько полицейских участков.

## Реакция
Министерство социального обеспечения и развития Филиппин пообещало оказать финансовую помощь пострадавшим семьям из фонда продовольственной и непродовольственной помощи Группы по реагированию на стихийные бедствия в размере 1,34 миллиарда песо. Агентство сообщило о 140 579 семейных продуктовых наборах, которые были готовы к раздаче в местных офисах в Северном Минднао, Давао и СОККСКСАРХЕН. Группа реагирования Национального совета по снижению риска стихийных бедствий и управлению ими была немедленно отправлена для проверки и реагирования в пострадавшие районы сразу после землетрясения. Президент Бонгбонг Маркос, который находился с шестидневным визитом в Соединённых Штатах на саммите Азиатско-Тихоокеанского экономического сотрудничества в Сан-Франциско, когда произошло землетрясение, приказал немедленно отреагировать всем доступным государственным органам.